# Steve Jones (gitarist)

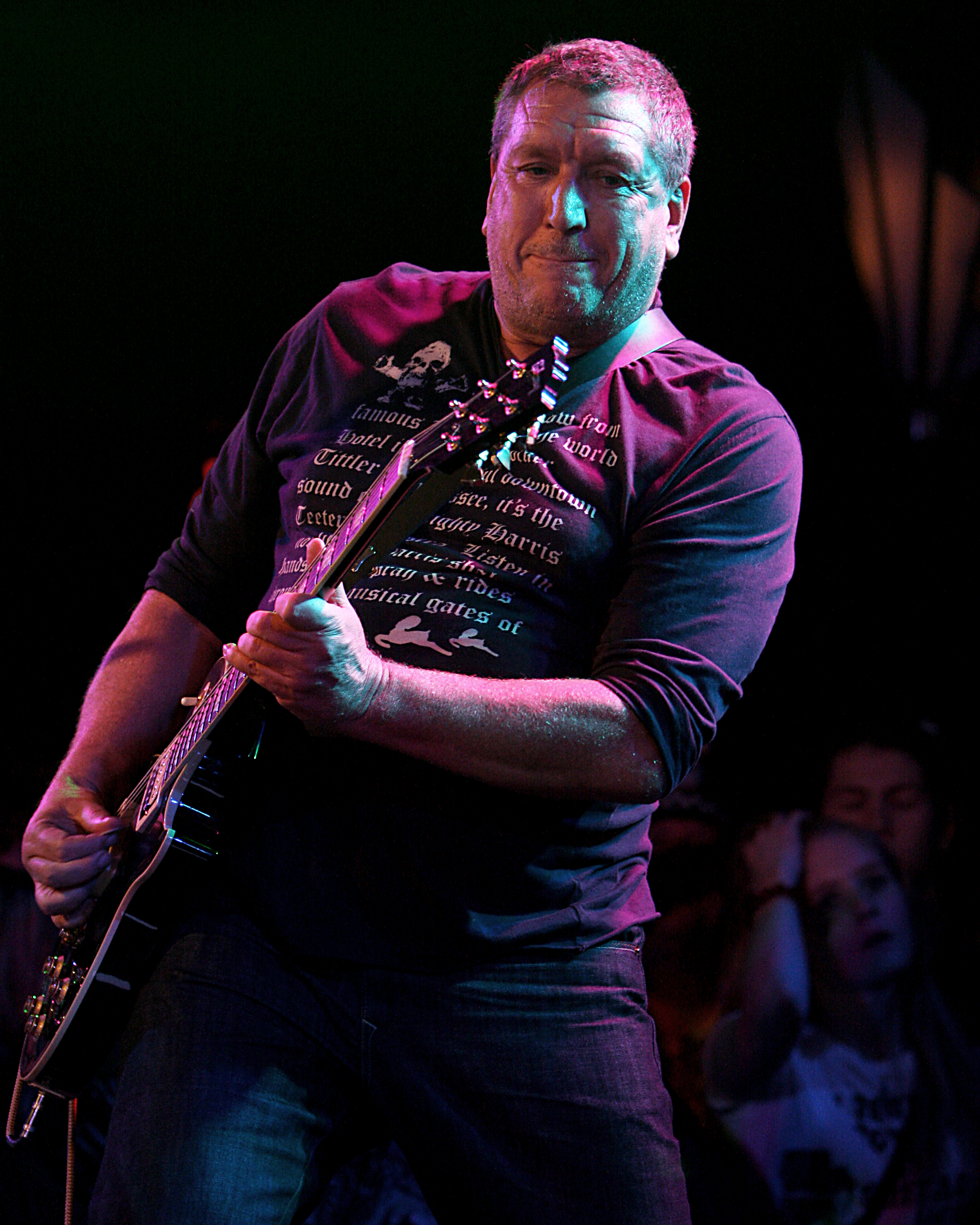
Steve Jones in 2008

Steven Phillip Jones (Londen, 3 september 1955) is een Brits gitarist en zanger, het meest bekend als gitarist van de Sex Pistols. Hij wordt gezien als een invloedrijke gitarist in punkrock. 
Jones werd geboren in Londen en groeide op in de Shepherd's Bush. Op zijn negentiende leerde hij zichzelf gitaar, drie maanden voor het eerste optreden van de Sex Pistols. Later speelde hij onder andere solo, in The Professionals en de supergroep The Neurotic Outsiders met leden van Guns 'n Roses. Hij speelt met Paul Simonon mee op een nummer van Down In The Groove van Bob Dylan.
Steve Jones is nog steeds actief in de muziekindustrie en is tegenwoordig dj bij een radiostation in Los Angeles: Indie 103.1 FM. Hij maakt hier een dagelijkse radioshow met de naam "Jonesy's Jukebox" en ontvangt talrijke rocklegendes live in de studio voor een jam sessie.
- Bibsys: 7050234
- Biblioteca Nacional de España: XX1556307
- Bibliothèque nationale de France: cb14006509n (data)
- Catàleg d'autoritats de noms i títols de Catalunya: 981058612784206706
- Gemeinsame Normdatei: 134419847
- International Standard Name Identifier: 0000 0000 7364 2240
- Library of Congress Control Number: n91027499
- MusicBrainz: 0719f327-24e8-468e-bed0-44214a55a19c
- Bibliotheek van het Japanse parlement: 032013891
- Nationale Bibliotheek van Tsjechië: xx0149544
- Nationale Bibliotheek van Polen: a0000002121901
- Nederlandse Thesaurus van Auteursnamen: 105068810
- Virtual International Authority File: 12502721